# Scepticism
Scepticismul (din grecescul skeptios, căutător) este într-un sens general,  doctrina filosofică potrivit căreia nu se poate obține o cunoaștere sigură despre cum sunt lucrurile în realitate.
Atitudine filozofică bazată pe îndoiala față de pretențiile de cunoaștere manifestate în diverse domenii. Denumirea de Scepticism este folosită și pentru a desemna o școală din filosofia antică grecească. Scepticismul se opune dogmatismului.
Un sceptic global sau complet susține că oamenii nu au nici un fel de cunoaștere, că pretenția de a cunoaște ceva este, fără excepție, incorectă. Un sceptic local sau parțial susține că oamenii nu au cunoaștere în anumite domenii.

## Scepticismul în antichitate
Atitudini sceptice au fost exprimate de mai mulți presocratici și au fost dezvoltate de sofiști. Argumentele clasice că simțurile pot să înșele și că experții se contrazic între ei erau cunoscute. Primii reprezentanți ai scepticismului metodic au fost filosofii greci Pyrrhon din Elis și Timon din Phlius iar principalii reprezentanți ai scepticismului târziu au fost: Enesidem, Agrippa, Sextus Empiricus.
Principiul care stă la baza scepticismului este cel al isosteniei, ideea că oricărui temei i se opune un temei deopotrivă de convingător.  Pyrrhonienii nu afirmă că nici o propoziție nu poate fi cunoscută, pentru că această afirmație este o pretenție de cunoaștere. Pyrrhonienii susțin că nu există temeiuri mai bune pentru a crede o propoziție decât pentru a o nega. După Diogenes Laertios, scepticii încercau să răstoarne dogmele tuturor școlilor dar ei nu enunțau nici una. Aristotel nu a luat în serios îndoielile scepticilor, în cartea a IV-a a Metafizicii discută și respinge unele poziții sceptice iar în tratatul său de psihologie Despre suflet crede că punctele de vedere ale scepticilor nu sunt susținute în mod serios.

## Scepticismul modern
Scepticismul modern a început în secolul al XVI-lea, atunci când a crescut interesul pentru cunoaștere și pentru scepticismul pyrrhonian antic grec. Prezentarea cea mai importantă a scepticismului din acea vreme a fost cea a lui Montaigne în Apologie de Raymond Sebond.
Apogeul scepticismului secolului al XVII-lea apare în Dicționar istoric și critic a lui Pierre Bayle.
Locke a propus o cale de a evita scepticismul, admițând că nu putem avea o cunoaștere reală dincolo de intuiție  și de demonstrație, dar susținând că nimeni nu e atât de nebun încât să se îndoiască de faptul că focul e fierbinte, că pietrele sunt solide, etc. și că experiența înfrânge  scepticismul.
Scepticismul lui Hume a fost cuprinzător. Susținea că singura cale care ne poate duce dincolo de experiența imediată și anume cunoașterea de tip cauzal, nu se bazează pe nici un principiu rațional.
Primul efect al acestei crize sceptice din secolul al XVIII-lea a fost apariția criticismului.

## Scepticismul organizat
R.K. Merton a definit știința modernă drept „scepticism organizat”.

## Argumentele scepticismului global și critica lor
Cele mai importante argumente generatoare de scepticism sunt:
- Argumentul dovezii

Scepticii spun că orice judecată este indemonstrabilă, pentru că orice dovadă adusă în sprijinul enunțului ar avea nevoie ea însăși de o dovadă care trebuie la rândul ei demonstrată și așa mai departe la infinit, intrând într-un regressum ad infinitum (regres la infinit) - fiecare pas cerînd logic un alt pas.
Criticii acestui argument susțin că există judecăți evidente prin ele însele, care n-au nevoie să fie dovedite și care folosesc la demonstrarea altor judecăți. La un moment dat putem respinge un element care până atunci fusese o presupoziție considerată adevărată, dar acest lucru nu este un motiv pentru pierderea încrederii cognitive, cunoașterea se poate îmbunătăți nu trebuie să ajungem la defetism.
- Argumentul echilibrului

Scepticii spun că orice argument s-ar folosi în sprijinul unui enunț, întotdeauna este posibil de găsit sau de construit argumente pentru contrariul lui. Argumentele pro și contra se găsesc în echilibru iar o persoană rațională nu are mai multe motive să creadă că enunțul este adevărat decât să creadă că opusul lui este adevărat.
Criticii acestui argument susțin că nu este adevărat că ambele seturi de argumente sunt la fel de bune, de convingătoare, de valoroase. Cu toate că ar putea exista două fețe ale aceleiași situații, de cele mai multe ori, una iese învingătoare din motive întemeiate, logice.
- Argumentul definiției

Ca răspuns la afirmația dogmaticilor că definițiile servesc pentru înțelegere și pentru învățătură, scepticii susțin că un obiect nu poate fi definit decât dacă este cunoscut în prealabil, prin urmare, definiția lui nu adaugă nimic la cunoașterea lui. În acest sens, Sextus Empiricus dă următorul exemplu: 
|  | Cineva, dorind să afle de la altcineva, dacă a întâlnit un om călare pe un cal și urmat de un câine, ar trebui să pună întrebarea astfel: «O, animal dotat cu rațiune și muritor capabil să-și însușească știința, ai întâlnit oare pe un animal dotat cu râs, cu unghiile late, capabil să-și însușească știința politicii, așezat pe șalele unui animal muritor și nechezător, târând după sine un animal patruped lătrător?» | — Sextus Empiricus |

Scepticii susțin că nu se poate defini totul, că trebuie să acceptăm și lucruri nedefinite și astfel, definiția nu este necesară.

## Estetica scepticilor
Scepticii spuneau că deși frumosul și arta există, nu poate exista o cunoaștere adevărată a lor și au atacat în special teoriile literaturii și muzicii.
Contra teoriei literaturii, scepticii susțineau că utilitatea poeziei este redusă și e chiar dăunătoare pentru că încețoșează mintea. În perioada elenistică, teoria literaturii era denumită „gramatică” iar teoriticienii „gramatici” (de la grámma, „literă”). Scepticii considerau „gramatica” imposibilă, inutilă și dăunătoare. 
Imposibilă după următorul raționament: considerau că teoria literaturii înseamnă fie cunoașterea tuturor operelor literare fie a unora. Dacă este cunoașterea tuturor operelor, atunci ar trebui să fie cunoașterea unui număr infinit de opere și pentru că noțiunea de infinit depășește capacitatea noastră de înțelegere, acestă știință reprezintă o imposibilitate. Dacă este cunoașterea doar a unor opere, atunci nu e știință.
Inutilă – recunoșteau faptul că anumite opere literare cu caracter educativ pot fi utile într-o măsură dar nu necesită explicațiile teoreticienilor iar operele care necesită explicații, care cer să fie elucidate nu servesc nici unui scop.
Dăunătoare – printre operele literare sunt unele perverse, demoralizante și dăunătoare; orice teorie care se ocupă de astfel de opere devine și ea cu necesitate dăunătoare.
Muzica era privită ca o forță puternică și folositoare de către pitagoricieni și stoici pentru că se credea că ea dă curaj soldaților, potolește mânia, stârnește bucuria sau îi alină pe cei suferinzi. Pentru sceptici, această forță era o iluzie atâta timp cât existau oameni asupra cărora muzica nu avea efect. Dacă există oameni care sub influența muzicii încetează să fie triști sau mâniați, explicația constă în faptul că muzica doar le distrage atenția, imediat ce sunetele nu se mai aud, oamenii recad în tristețe  sau mânie.

## Paradoxul scepticismului
Atunci când scepticul global afirmă că oamenii nu știu nimic se naște paradoxul scepticismului: dacă într-adevăr oamenii nu știu nimic, atunci scepticul nu poate ști că oamenii nu știu nimic.